# Platycoelia lutescens
É uma espécie de besouro escaravelho, da subfamilia Rutelinae, chamada em espanhol de catso blanco. É utilizada no Equador como alimento tradicional, compondo um exemplo popular entomofagia. 
Anteriormente a espécie teve vários outros nomes científicos, atualmente em desuso desde 2009, como Platycoelia albescens e Leucopelaea albescens, que antigamente eram creditados à outras espécies.
Ocorre nas terras altas da Colômbia, Equador e Peru.  Mede cerca de 2 centímetros de comprimento e tem a carapaça de cor clara (creme), que é retirada (junto com as asas e pernas) durante o preparo culinário, pois como são rígidas, atrapalham a mastigação.
É muito popular na região da cidade de Quito, capital ecuatoriana, onde emerge principalmente na primavera, nos meses de outubro e novembro, durante o início da estação chuvosa, sendo capturados aos milhares e vendidos até em mercados.

## Preparo culinário

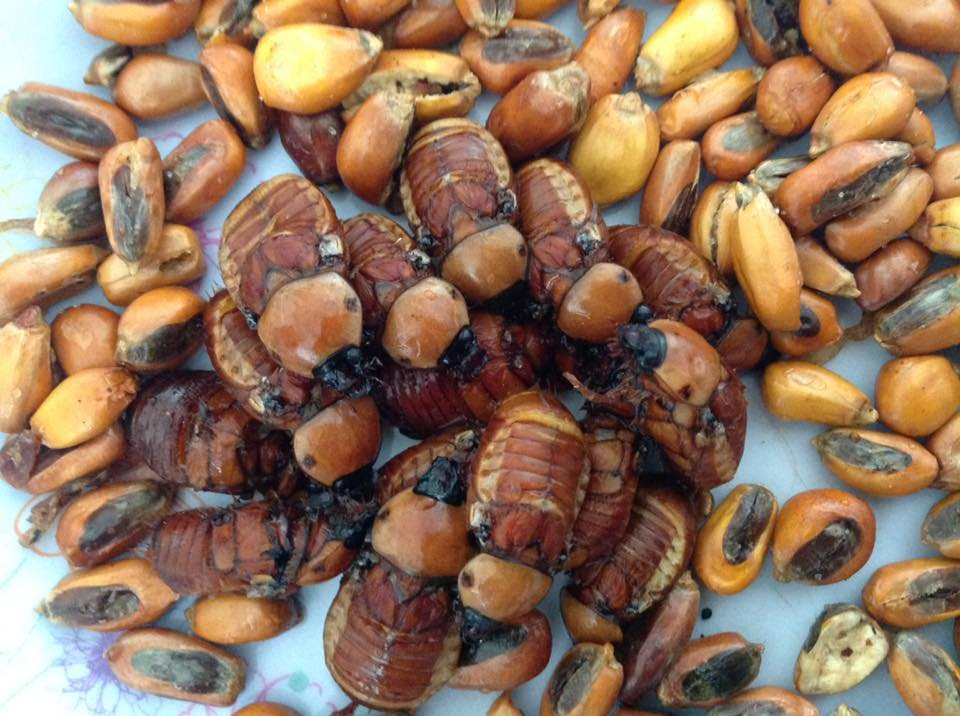
Catzos con tostado, prato típico da região de Quito.

O trabalho de dos pesquisadores Smith e Paucar-Cabrera informam em detalhes a cultura gastronômica em volta desde inseto. Após capturados são geralmente colocados em recipientes com milho ou aveia, num processo conhecido como "engorda". Em seguida são retiradas as partes duras do corpo e depois marinados (imersos em água com sal) por 1 a 2 dias, para diminuir o sabor originalmente amargo dos mesmos. Finalmente, são então refogados em óleo ou banha de porco, geralmente junto com sal, tomate e cebolas. Algumas pessoas os servem junto com cebolas e milho tostados, outras apenas com arroz cozido.